# Гайнц Швайцер
Гайнц Швайцер (нім. Heinz Schweizer; 18 липня 1908, Берлін — 5 червня 1946, Бізенталь) — німецький пожежник, гауптман пожежної служби люфтваффе. Кавалер Лицарського хреста Залізного хреста.

## Біографія
На початку 1930-х років вступив в армію. В 1936 році у складі легіону «Кондор» брав участь в громадянській війні в Іспанії. Приблизно в 1940 році прибув в Дюссельдорф експертом з вибухових речовин і очолив загін зі знешкодження нерозірваних авіабомб. Швайцер особисто знешкоджував бомби, а нацистська пропаганда описувала його як «людину із залізними нервами». Швайцер ненадовго був переведений в дослідницький центр, проте незебаром повернувся в Дюссельдорф.
Починаючи з 1942 року, загін Швайцера посилювався в'язнями. В 1943 році йому були передані 50 в'язнів концтабору Бухенвальд. Багато в'язнів загинули під час виконання небезпечної роботи. В березні 1945 року Швайцер мав повернути в концтабір в Ремшайді 100 в'язнів, проте до того часу він все більше дистанціювався від нацизму і відмовився виконати наказ, натомість запросив ще 50 в'язнів начебто через потребу в додаткових робітниках. Незабаром після прибуття в'язнів Швайцер разом з ними здався американським військам в Бергішес-Ланді.
Влітку 1945 року Швайцер був звільнений з полону на основі свідчень колишніх в'язнів і повернувся до родини у Бізенталь, який опинився в радянській зоні окупації. 5 червня 1946 року він був застрелений п'яним радянським солдатом.

## Нагороди
- Медаль «За вислугу років у Вермахті» 4-го класу (4 роки)
- Іспанський хрест в сріблі
- Залізний хрест
  - 2-го класу
  - 1-го класу (31 серпня 1940)
- Лицарський хрест Залізного хреста (28 червня 1943) — за знешкодження численних бомб і розробку нових методів знешкодження.